# مهارکننده‌های ترانس کریپتاز معکوس
مهار کننده‌های ترانس کریپتاز معکوس (به انگلیسی: Reverse-transcriptase inhibitors)، یک دسته از داروهای ضد ویروسی هستند که از آن‌ها برای درمان عفونت بیماری ایدز و در برخی موارد هپاتیت B استفاده می‌شود.

## مکانیزم
هنگامی که به یک سلول به ویروس اچ آی وی آلوده می‌شود، ترنس کریپتاز معکوس آر ان ای تک رشته‌ای ویروس را به دی ان ای دو رشته‌ای تبدیل می‌کند، و این مرحله مهمی برای تکثیر ویروس می‌باشد. داروهای مهار کننده‌های ترانس کریپتاز معکوس عملکرد ترنسکریپتاز را مختل نموده و از تکثیر ویروس جلوگیری می‌کنند.